# 朱家仕
朱家仕（？—1644年），字翼明，陝西承宣布政使司臨洮府河州（今甘肅省臨夏市）人，明朝政治人物，進士出身。諡節愍。

## 生平
天啓元年（1621年），鄉試中舉。崇禎元年（1628年），登進士，任懷隆兵備道。后升任大同兵備副使、分巡冀北道兵備副使。崇禎十七年（1644年），李自成進犯大同，總兵姜瓖開門投降。朱家仕率領全家自殺。